# Національне шосе 6 (Естонія)
Національне шосе 6 (також відома як шосе Валга-Уулу) починається від Валги на кордоні з Латвією. Після цього дорога проходить через місто на 0,5 км, після чого перетинає межу міста. Шосе Валга-Уулу проходить паралельно південному кордону Естонії. Закінчується на Т4 в Уулу.

## Маршрут
Загальна протяжність дороги 124,8 км, і це єдина дорога 1+1 в Естонії, яка дозволяє 100 км/год.

## Дивись також
- Транспорт Естонії